# Frederick J. Almgren
Pour les articles homonymes, voir Almgren.
Frederick J. Almgren (3 juillet 1933 - 5 février 1997) est un mathématicien américain. Ses principales contributions concernent le calcul des variations. Il était l'un des pionniers de l'application de la théorie géométrique de la mesure à des problèmes de surfaces minimales.
Il était marié avec la mathématicienne Jean Taylor, dont il a aussi été le directeur de thèse.

## Sélection de publications
- Plateau's Problem: An Invitation to Varifold Geometry, Frederick J. Almgren, Jr., Kenneth A. Brakke et John M. Sullivan, 2001
- Selected Works of Frederick J. Almgren, Jr, Frederick J. Almgren, Jr. et Jean E. Taylor, 2000
- Geometric Measure Theory and the Calculus of Variations, William K. Allard et Frederick J. Almgren, Jr., 1992

## Source
(en) « Frederick J. Almgren Jr. '55 », sur Princeton Alumni Weekly (nécrologie)